# Photozelle

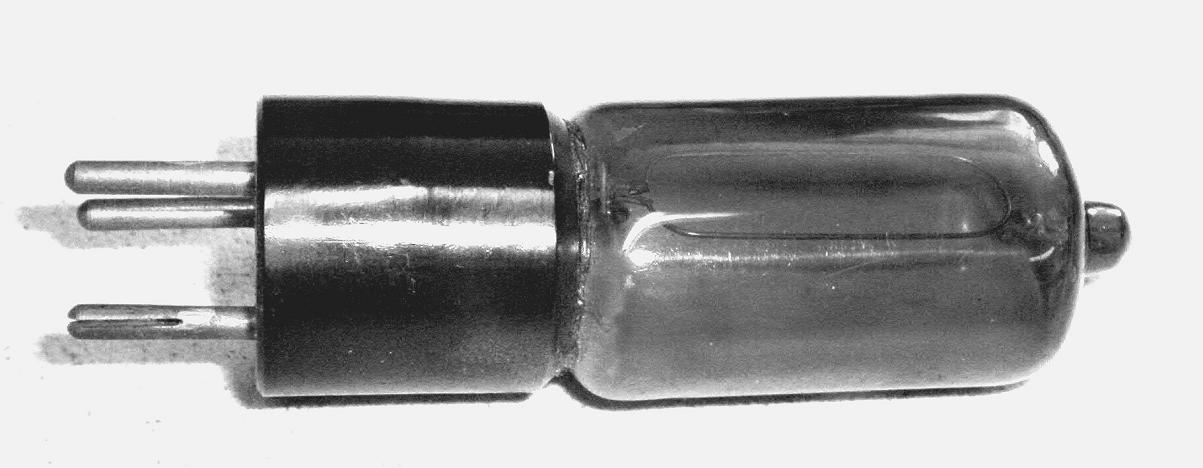
Photozelle, Länge ca. 90 mm; die Anode ist ein Drahtbügel, die Photokathode wird durch den rückseitig innen mit Metall beschichteten Glaskolben gebildet

Mit einer Photozelle oder Fotozelle kann die Intensität von Licht mit geeigneter Wellenlänge gemessen werden. Sie besteht aus zwei Elektroden in einem evakuierten Glaskolben und wird in weiterem Sinn zu den Elektronenröhren gezählt. Durch das einfallende Licht werden aufgrund des äußeren photoelektrischen Effekts Elektronen aus der Photokathode herausbeschleunigt. Falls diese Elektronen die Anode treffen, werden sie abgeleitet und sind als Photostrom messbar. Andernfalls werden sie von der Kathode wieder angezogen.

## Geschichte
Im Jahr 1886 hatte Heinrich Hertz den äußeren Photoeffekt entdeckt. Wilhelm Hallwachs setzte die Untersuchungen von Hertz 1887 fort. Aufgrund seiner Ergebnisse war der äußere Photoeffekt lange Zeit als Hallwachs-Effekt benannt.
Die Photozelle wurde 1893 von Hans Geitel und Julius Elster erfunden. Sie wurde weitgehend durch optische Halbleitersensoren abgelöst. Für die Messung sehr geringer Lichtstärken wurde die Photozelle durch Integration eines Sekundärelektronenvervielfachers zum Photomultiplier (PMT) weiterentwickelt.
Abgrenzung: aus Halbleitern aufgebaute Photoempfänger zählen zu den Halbleiterdetektoren, es sind z. B. Photodioden, Photowiderstände oder Solarzellen – diese werden nicht als Photozellen bezeichnet.

## Aufbau

Schaltbild einer Photozelle

Eine Photozelle besteht aus zwei Elektroden in einem meist luftleeren Glasgehäuse. Die beiden Elektroden unterscheiden sich in Aufbau und Anordnung:
- Die Kathode besteht aus einem Metall, aus dem durch Licht Elektronen freigesetzt werden können, falls die Energie des Lichtes ausreichend groß ist (Äußerer Photoelektrischer Effekt). Aus diesem Grund heißt sie auch Photokathode. Die Austrittsarbeit kann z. B. durch Beschichtung mit Caesium, oder einer Caesium-Verbindung reduziert werden, um die Photozelle auch für längere Wellenlängen des sichtbaren Spektrums empfindlich zu machen.[2]
- Die Anode ist meist ein Drahtring, der nicht vom Licht getroffen werden soll. Die Anode soll die aus der Kathode ausgelösten Elektronen aufsammeln. Damit diese den Drahtring nicht mehr verlassen können, falls er doch vom Licht getroffen wird, besteht er aus einem Metall mit besonders hoher Austrittsarbeit wie Kupfer.
- Wenn es auf hohen Strom ankommt, kann das Glasgefäß mit verdünntem Gas gefüllt werden. Dann kann es durch Stoßionisation zu einem Lawineneffekt kommen, wodurch der messbare Strom merklich ansteigt.[3]

## Betrieb mit Saugspannung

Abb. 3: Strom-Spannungs-Kennlinie einer Photozelle. Gestrichelt: Sättigungsströme für 3 verschiedene Licht-Intensitäten

Wird zwischen Anode und Kathode eine Spannung angelegt, wobei der positive Pol der externen Spannungsquelle an die Anode und der negative Pol an die Kathode angeschlossen wird, so werden die vom Licht freigesetzten Elektronen zur Anode hin beschleunigt und es kann ein elektrischer Strom (Photostrom) von einigen Mikroampere gemessen werden.
- Bei kleiner Spannung  von wenigen Volt ist der Photostrom etwa proportional zur angelegten Spannung. Bei geringen Spannungen reicht die elektrische Feldstärke zwischen Kathode und Anode nicht aus, um alle aus der Kathode austretenden Elektronen durch die Anode abzusaugen und damit zum Photostrom beitragen zu lassen. Die anderen „fallen“ wieder zurück auf die Kathode. Ursache: Wenn ein Elektron die Kathode verlässt, wird die Kathode dadurch positiv geladen. Entgegengesetzte Elektrische Ladung ziehen sich an.
- Bei höheren Spannungen steigt der Photostrom bis zu einem Grenzwert an, man spricht von Sättigung. Dann werden alle Elektronen von der Anode abgesaugt, die durch das Licht aus der Photokathode freigesetzt werden. Bei weiterer Erhöhung der angelegten Spannung über etwa 100 V steigt der Strom nicht weiter an. Diese Einstellung wird beispielsweise beim Photomultiplier gewählt, wenn man extrem geringe Lichtintensitäten nachweisen will und kein Elektron verloren gehen darf.

## Betrieb mit Gegenspannung
siehe Hauptartikel Photoelektrischer Effekt#Äußerer photoelektrischer Effekt
Wenn keine Spannungsquelle mit der Photozelle verbunden ist und diese mit Licht genügend hoher Frequenz (und damit Energie) beleuchtet wird, bildet sich zwischen Anode und Kathode bei Belichtung eine geringe, kaum belastbare Spannung von etwa einem Volt aus. Die Photozelle arbeitet als Stromquelle, weil manche der aus der Photokathode ausgelösten Elektronen auf der Anode landen und nicht mehr zur Kathode zurückkehren können. Deshalb lädt sich die Anode negativ auf, die Kathode positiv. Diese Photospannung steigt mit der Frequenz des einfallenden Lichts an.
Diese Betriebsart wird nur dann gewählt, wenn der Äußere Photoelektrische Effekt vorgeführt werden soll, für dessen Erklärung Albert Einstein den Nobelpreis erhielt.